# 424 a.C.
Il 424 a.C. (CDXXIV a.C. in numeri romani) è un anno  del V secolo a.C.

## Eventi
- Congresso di Gela, tenutosi a Gela, a cui parteciparono i rappresentanti di tutte le poleis di Sicilia, dei Siculi e dei Sicani e, esortando all'unità di tutti questi popoli contro la minaccia ateniese, si sancì il principio "né Dori, né Ioni ma Sicelioti", che fu di vitale importanza per fare fronte comune e respingere valorosamente, sotto la guida del condottiero siracusano Ermocrate, la Spedizione ateniese in Sicilia e per la nascita di un potente Regno ellenistico siciliano (con capitale Siracusa) che durò fino alla definitiva caduta in mano romana della Sicilia nel 212 a.C.
- Brasida di Tellide, incaricato di condurre un esercito alla volta della Tracia, conquistò la città ateniese di Anfipoli, privando la stessa Atene di un'importante base strategica che la riforniva di legname e di grano.
- Battaglia di Delio
- Roma
  - Tribuni consolari Lucio Sergio Fidenate, Appio Claudio Crasso, Spurio Nauzio Rutilo e Sesto Giulio Iullo

## Morti
- Aristone, nobile greco antico
- Artaserse I di Persia, imperatore persiano
- Ippocrate di Atene, militare ateniese
- Ipponico III, militare ateniese
- Serse II di Persia, sovrano persiano
- Sitalce, re
- Sogdiano di Persia, sovrano persiano